# 31 Fam
31 Fam (stylisé 31 FAM) est un groupe espagnol de trap, reggaeton, dancehall et RnB.

## Histoire
Le groupe est formé dans le studio de Joey C, l'un des producteurs du groupe, qui, avec Kid Pi, AAA, Bandam et Koalekay, sort son premier morceau officiel intitulée Fashos de cen. Le studio où le premier morceau est composé donne son nom au groupe, car ils se sont rencontrés dans la maison de Joel au no 31, et FAM vient de leur bonne relation, une sorte de « famille »,.
Ils signent un contrat avec les labels discographiques Delirics et Picap en novembre 2018. Le 12 avril 2019, ils sortent leur premier album, Tretze, qui comprend un total de 13 chansons. Le morceau Valentina raconte l'histoire de leur rencontre avec une fille, étant une allégorie de la façon dont 31 Fam apprend à connaître cette nouvelle vie d'artiste après leurs premiers succès. Au cours de l'été 2019, ils effectuent une tournée catalane pour présenter l'album, qui débute le 11 juin à la salle Razzmatazz de Barcelone. Ils collaborent avec Lildami, Flashy Ice Cream et d'autres artistes.
En 2020, le groupe est nommé dans les catégories « meilleur nouveau groupe de 2019 » et « meilleur album de hip-hop et musique urbaine » de 2019 aux Enderrock Awards.
Son deuxième album s'intitule Valhalla Vol.1 Après que la deuxième tournée est interrompue par l'apparition de la pandémie de Covid-19 un jour avant son début en mars 2020, ils continuent à produire des chansons et à apporter des singles tels que Un plan B, Des del primer dia et El nostre últim ball. Le 25 mars 2021, ils annoncent la date de sortie de leur troisième album, Jet Lag, qui est présenté le 9 avril 2021 et contient 16 chansons, ainsi que plusieurs collaborations avec des artistes de la scène musicale catalan.

## Style musical et influences
31 Fam est l'une des révélations de la musique urbaine catalane en 2018, au même titre que Flasy Ice Cream, P.A.W.N. Gang et Lildami, qui ont souvent collaboré entre eux. Le groupe ne se classe pas sous l'étiquette « trap music “ et c'est ainsi qu'ils l'expriment : « On ne mène pas une vie de trap, on fait juste de la musique que nous aimons ». Selon leurs dires, la trap ne parle pas que de drogues, d'argent et de femmes, et que ce style de musique peut parler de tout. Leurs paroles sont inspirées de leur vie quotidienne et véhiculent un message.
Le style musical sur lequel se base leur musique est un mélange de trap, reggaeton, dancehall et RnB, bien que certaines de leurs chansons soient plus intimes et réservées. Ils utilisent souvent l'espagnol pour réaliser les rimes de leurs chansons, un fait qui a été critiqué par certains secteurs sociaux,.

## Discographie

### Albums studio
- 2019 : TR3TZE
- 2020 : Valhalla (Vol.1)
- 2021 : JETLAG
- 2023 : BONA FE
- 2023 : X SI ENS Veiem En Una Altra Vida
- 2023 : Nadal Mix 2023 (Luup Records)[12]

### Singles notables
- 2017 : Fashos de Cen
- 2018 : Sincero